# Dwornia
Dwornia [pronunciación en polaco: /ˈdvɔrɲa/] es una localidad situada en el municipio de Wola Mysłowska, en del distrito de Łuków, voivodato de Lublin (Polonia). Según el censo de 2021, tiene una población de 193 habitantes.
Está ubicada aproximadamente a 3 kilómetros al sudeste de Wola Mysłowska, a 31 kilómetros al oeste de Łuków y a 78 kilómetros al noroeste de la capital regional, Lublin.